# Faruk Aksoy
Faruk Aksoy est un réalisateur, scénariste et producteur turc, née en 1964, à Şanlıurfa. En 1996, il fonde la maison de production Aksoy Film.
Il est notamment connu pour son travail sur les films Constantinople, Yeşil Işık et Çilgin dersane kampta.

## Filmographie

### Comme scénariste
- 2001 : Yeşil Işık
- 2007 : Çilgin dersane kampta

### Comme réalisateur
- 2001 : Yeşil Işık
- 2003 : Hürrem Sultan
- 2007 : Çilgin dersane kampta
- 2012 : Constantinople[3]